# Монтегрино Валтраваля
Монтегрѝно Валтрава̀ля (на италиански: Montegrino Valtravaglia; на ломбардски: Muntegrin Valtravàia, Мунтегрин Валтравая) е село и община в Северна Италия, провинция Варезе, регион Ломбардия. Разположено е на 525 m надморска височина. Населението на общината е 1474 души (към 2017 г.).